# Dubais tunnelbana
Dubais tunnelbana, Dubai Metro, är en helautomatiserad förarlös tunnelbana i Dubai, Förenade arabemiraten, invigd 9 september 2009. Tunnelbane-systemet består främst av högbana ovan jord men även av underjordiska sträckor och har idag två linjer, den Gröna och den Röda linjen med en total sträckning av 89,6 kilometer. Den röda linjen har 35 stationer och sträcker sig 67,1  kilometer från Centrepoint i nordost till Expo 2020 / UAE Exchange i syd. Den gröna är 22,5 kilometer med 20 stationer på båda sidor av Dubaiviken i distrikten Deira och Bur Dubai. Metron  utmärker sig bland annat genom att ha en förstaklassavdelning.
| Linje      | Sträcka                                | Öppnad | Längd   | Stationer |
| ---------- | -------------------------------------- | ------ | ------- | --------- |
| Red Line   | Centrepoint - Expo 2020 / UAE Exchange | 2009   | 67,1 km | 35        |
| Green Line | Etisalat - Creek                       | 2011   | 22,5 km | 20        |
| Totalt     | Totalt                                 |        | 89,6 km | 55        |

Den röda linjen är världens längsta förarlösa metrolinje och upptogs år 2011 i Guinness rekordbok.

## Route 2020
År 2015 meddelades det att metron skulle utvidgas till Expo 2020-området inför värdsutställningen 2020. Det skulle ske genom en förlängning av den röda linjen med  15 kilometer och sju nya stationer. Byggkontraktet med ett konsortium bestående av franska Alstom, spanska Acciona och turkiska Gulermack skrevs under 28 juni 2016. Alstrom skulle leverera 50 tåg och all elektronik medan Acciona och Gulermack skulle stå för själva bygget.
Den nya linjen invigdes 8 juni 2020 av Dubais regent
Mohammed bin Rashid Al Maktoum och öppnades för allmänheten i olika faser under 2021.

## Utvidgning

Linjekarta med föreslagna utbyggnader, december 2011.

Det finns planer på att utöka linjenätet till fem linjer i framtiden.

## Galleri

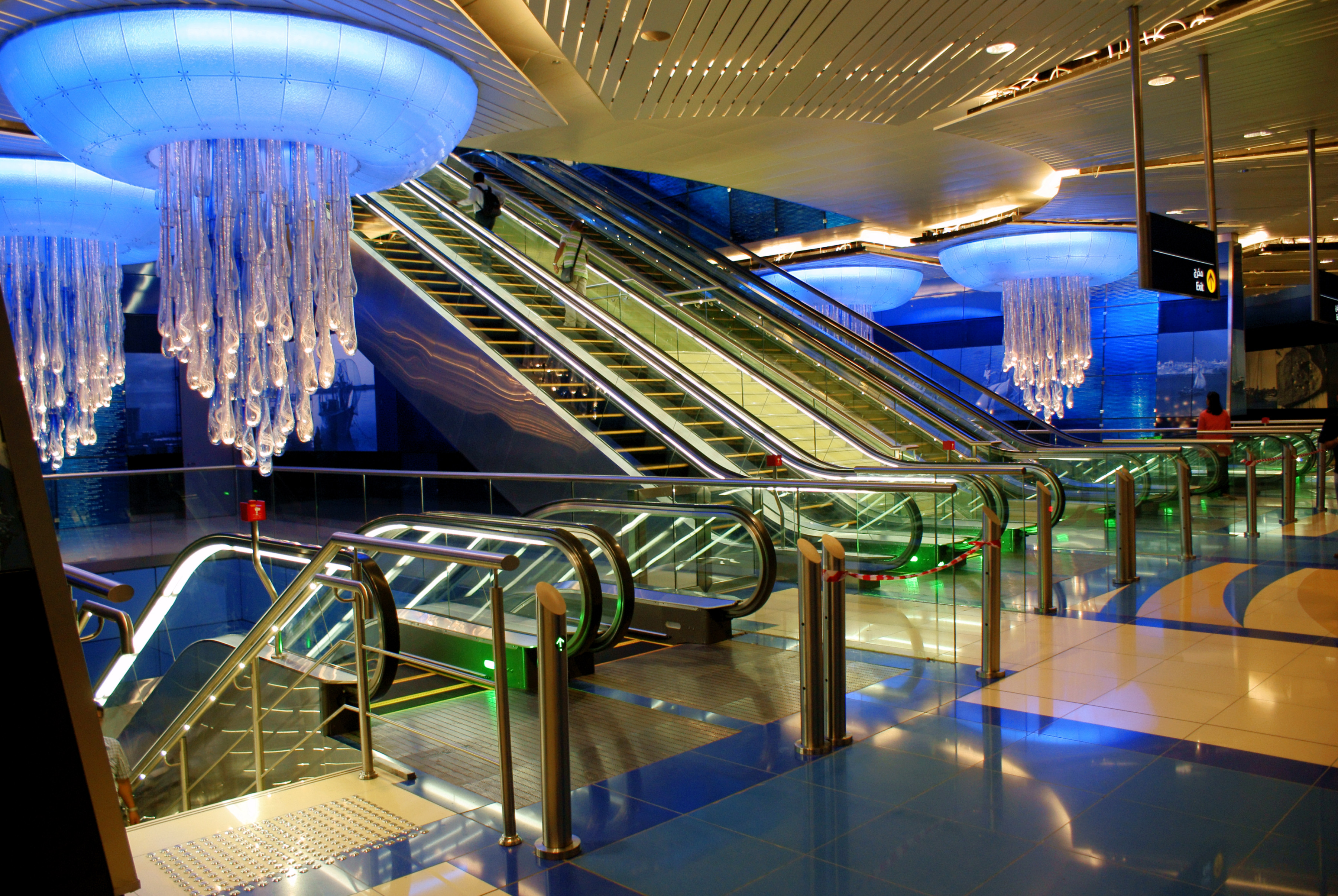
BurJuman